# لوک کارگیل
لوک کارگیل (به هندی: LOC Kargil) فیلمی محصول سال ۲۰۰۳ و به کارگردانی جی. پی. دوتا است. در این فیلم بازیگرانی همچون سانجی دات، آکینی ناگرجونا، اجی دیوگن، سیف علی خان، رانی موکرجی، سونیل شتی، کارینا کاپور، ایشا دئول، راوینا تاندون، پریتی جانگیانی و ماهیما چودری ایفای نقش کرده‌اند.